# 張雅旻
張雅旻（1977年4月25日—）為出生於中華民國（台灣）台中市潭子區東寶里的女性政治人物，民主進步黨黨籍。高中畢業後參與曾民主進步黨主席許信良為了總統初選而成立的「青年軍」，研究所畢業後先後擔任蘇嘉全2010年參選臺中市長的執行秘書、林佳龍的特別助理。2014年代表民進黨在臺中市第五選區以第二高票當選臺中市議員，2018年九合一大選競選連任失敗，2022年爭取民進黨臺中市議員提名初選失敗後轉任臺中市黨部執行長。

## 選舉紀錄
| 年度 | 選舉屆數             | 選舉區           | 所屬政黨   | 得票數 | 得票率 | 當選標記 | 備註 |
| ---- | -------------------- | ---------------- | ---------- | ------ | ------ | -------- | ---- |
| 2014 | 第二屆臺中市議員選舉 | 臺中市第五選舉區 | 民主進步黨 | 19,047 | 13.53% |          |      |
| 2018 | 第三屆臺中市議員選舉 | 臺中市第五選舉區 | 民主進步黨 | 8,208  | 5.89%  |          |      |

## 外部連結
臺中市議員張雅旻| Facebook